# كل كورة (بهمئي غرمسيري الشمالي)
كل كورة (بالفارسية: کل کوره) هي قرية تقع في إيران في قسم بهمئي غرمسیري الشمالي الريفي.